# جونغ سان
جونغ سان (3 يوليو 1986 بكوريا الجنوبية - ) هو لاعب كرة قدم كوري جنوبي في مركز حراسة المرمى. لعب مع نادي أولسان هيونداي ونادي سونغنام ونادي غانغوون.

## وصلات خارجية
- جونغ سان على موقع دوري كوريا الجنوبية (الإنجليزية)
- جونغ سان على موقع Soccerway.com (الإنجليزية)